# Heretsried
Heretsried è un comune tedesco di 1 034 abitanti, situato nel land della Baviera.

## Geografia

### Posizione
Il comune si trova a circa 15 chilometri a nord-ovest di Augusta, nell'Holzwinkel del Naturparks Augsburg-Westliche Wälder.

### Suddivisione della comunità
- Heretsried (villaggio parrocchiale)
- Lauterbrunn (villaggio parrocchiale)
- Monburg (frazione)

## Storia

### Fino alla fondazione della chiesa
La città principale fu menzionata per la prima volta in un documento nel 1242, quando il vescovo di Augusta Siboto von Seefeld incorporò il villaggio al monastero di Holzen. Il villaggio potrebbe essere stato abitato tra il XIII e il XIV secolo da abitanti di Hausen, un borgo perduto ai piedi del castello di Kirchberg, con il quale Heretsried fino ad allora aveva formato una propria parrocchia. Intorno al 1310 la sede parrocchiale fu trasferita da Hausen a Heretsried. Nel 1484 il monastero di Holzen riacquistò il villaggio, che in precedenza era stato temporaneamente di proprietà della famiglia patrizia Ilsung di Augusta. Nel 1538 nella città fu costruita una chiesa per conto della badessa Apollonia Wiedemann. Nel 1636, durante la Guerra dei trent'anni, Heretsried venne bruciato dagli svedesi. Secondo un rapporto, in città sono stati rinvenuti solo sei soggetti, tutti più morti che vivi. Nel 1722 fu costruita una nuova chiesa dal capomastro Hans Geörg Radmiller.
Dopo la secolarizzazione, la proprietà monastica, i cui diritti sovrani erano stati precedentemente esercitati dal vescovado di Augusta e dall'Alta Corte dal margraviato di Burgau, passò nel 1802 al principe Anton Aloys di Hohenzollern-Sigmaringen. Il luogo appartiene alla Baviera in base alla Risoluzione principale della delegazione del Reich nel 1803. Nell'ambito delle riforme amministrative del Regno di Baviera, con l'editto comunale del 1818 fu creato l'odierno comune. Nel 1992 la comunità ha celebrato il suo 750º anniversario. Heretsried non ha un proprio cantiere ed è anche uno dei pochi comuni indipendenti.

### Incorporazioni
Nell'ambito della riforma regionale in Baviera, il 1 maggio 1978 il comune di Lauterbrunn e la parte del comune di Monburg vennero incorporati nel disciolto comune di Affaltern.

### Sviluppo della popolazione
Tra il 1988 e il 2018 la comunità è cresciuta da 942 a 990 di 48 residenti, ovvero del 5,1%.